# Medetera amplimanus
Medetera amplimanus är en tvåvingeart som beskrevs av Van Duzee 1931. Medetera amplimanus ingår i släktet Medetera och familjen styltflugor.
Artens utbredningsområde är Panama. Inga underarter finns listade i Catalogue of Life.